# Bistum Mzuzu
Das Bistum Mzuzu (lat.: Dioecesis Mzuzuensis) ist eine in Malawi gelegene römisch-katholische Diözese mit Sitz in Mzuzu. 

## Geschichte
Das Bistum Mzuzu wurde am 8. Mai 1947 durch Papst Pius XII. mit der Apostolischen Konstitution Quo in Nyassaland aus Gebietsabtretungen des Apostolischen Vikariates Nyassa als Apostolische Präfektur Nord-Nyassa errichtet. Am 17. Januar 1961 wurde die Apostolische Präfektur Nord-Nyassa durch Papst Johannes XXIII. mit der Apostolischen Konstitution Fertilis arbor zum Bistum erhoben und in Bistum Mzuzu umbenannt. Es wurde dem Erzbistum Blantyre als Suffraganbistum unterstellt. Das Bistum Mzuzu gab am 21. Juli 2010 Teile seines Territoriums zur Gründung des Bistums Karonga ab. Am 9. Februar 2011 wurde das Bistum Mzuzu dem Erzbistum Lilongwe als Suffraganbistum unterstellt.

## Ordinarien

### Apostolische Präfekten von Nord-Nyassa
- Marcello Saint-Denis MAfr, 1947–1957
- Jean-Louis Jobidon MAfr, 1958–1961

### Bischöfe von Mzuzu
- Jean-Louis Jobidon MAfr, 1961–1987
- Joseph Mukasa Zuza, 1995–2015
- John Alphonsus Ryan SPS, 2016–2025
- Yohane Suzgo Nyirenda, seit 2025